# Festuca compressifolia
Festuca compressifolia är en gräsart som beskrevs av Jan Svatopluk Presl. Festuca compressifolia ingår i släktet svinglar, och familjen gräs.
Artens utbredningsområde är Peru. Inga underarter finns listade i Catalogue of Life.